# Ruth Parasie
Ruth M. P. Parasie (* 19. September 1924 in Dierdorf, Landkreis Neuwied; † 4. Juli 2012) ist eine deutsche Politikerin (CDU) und Mitglied des Niedersächsischen Landtages.
Ruth Parasie war Hausfrau. 
Vom 12. April 1961 bis 5. Mai 1963 war sie Mitglied des Niedersächsischen Landtages (4. Wahlperiode).